# Instituto Cultural Brasil Japão

Logo-icbj

O ICBJ foi fundado em 16 de agosto de 1957, com o objetivo de fortalecer as relações culturais entre Brasil e Japão, por iniciativa de um grupo de brasileiros e japoneses, apoiados pelo então Embaixador japonês, Yoshiro Ando. 
Uma curiosidade é que estiveram presentes na solenidade, como sócios fundadores, Affonso Arinos, Anísio Teixeira, Barbosa Lima Sobrinho, Candido Portinari, Oscar Niemeyer e mais uma centena de personalidades. O Embaixador Francisco Cavalcanti Pontes de Miranda, foi o 1º presidente da entidade.
O ICBJ trabalha há mais de 60 anos divulgando a cultura japonesa e facilitando o acesso às artes, idiomas, literatura e cultura pop, àqueles que querem conhecer melhor essa cultura milenar.
O INSTITUTO divide a missão de disseminar a cultura japonesa com parceiros e entidades coirmãs, que juntos promovem vários eventos, inclusive o Festival do Japão que acontece no Riocentro. São eles: Câmara de Comércio e Indústria Japonesa do Rio de Janeiro, Associação Nikkei do Rio de Janeiro, Associação Cultural e Esportiva Nipo-Brasileira do Estado do Rio de Janeiro (RENMEI).

## Composição
A Diretoria do ICBJ tem como presidente de honra, o Cônsul Geral do Japão no Rio de Janeiro e o seu presidente executivo é o Mestre Sohaku Raimundo Cesar Bastos. 
O ICBJ é uma instituição civil, privada, sem fins lucrativos, que dispõe de uma Diretoria (função executiva), de um Conselho Deliberativo (funções normativa e de controle) e de um Conselho Fiscal (funções de fiscalização econômico-financeira). 

## Artes
As artes tradicionais japonesas também estão presentes no ICBJ: ikebana (arranjos florais), origami (dobradura de papel), chanoyu (cerimônia do chá), shodo (caligrafia artística), dentre outras. 
Na sede em Laranjeiras tem os cursos de artes marciais e a biblioteca.
No canal do ICBJ no Youtube estão disponíveis várias aulas gratuitas, sobre os mais variados assuntos e vídeos tutoriais de artes japonesas. 

## Cultura
Com a ajuda de parcerias com prefeituras, clubes e associações, desenvolve projetos culturais voltados ao público em geral, como “Japão na Praça”, “Noite do Japão”, “Concurso de Redação”, “Fórum Internacional de Meio Ambiente”, além das atividades tradicionais.
Para atender o interesse das pessoas no aprendizado das artes e cultura nipônicas, oferece cursos de língua japonesa, exames de proficiência da língua, ikebana, oshi-ê, origami, literatura, culinária japonesa, artes marciais, shodo, pintura japonesa, história do Japão e cerimônia do chá.

## Atividades gratuitas
O ICBJ promove mensalmente atividades gratuitas como o Clube do Livro ICBJ que fomenta o debate de algumas das principais obras literárias japonesas.
Há também, o Núcleo de Haikai ICBJ (NHICBJ, um estilo de poema japonês. O núcleo integra o “Projeto Tempo Literário ICBJ” e promove encontros mensais de haikaístas, historiadores e pesquisadores da arte literária, para discussão, análise e divulgação do universo poético do haikai.

## Ligações Externas
- ICBJ
- Site Consulado Geral do Japão no Rio de Janeiro
- Instituto Cultural Brasil Japão no Instagram
- Facebook do Consulado Geral do Japão no Rio de Janeiro
- Câmara de Comércio e Indústria Japonesa do Rio de Janeiro
- Associação Nikkei do Rio de Janeiro
- Associação Cultural e Esportiva Nipo-Brasileira do Estado do Rio de Janeiro (RENMEI)